# Olivia Guerry
Olivia Guerry (ur. 1971) – francuska snowboardzistka, brązowa medalistka mistrzostw świata. Jej największym sukcesem jest brązowy medal w snowcrossie na mistrzostwach świata w Berchtesgaden w 1999 roku. W zawodach tych wyprzedziły ją jedynie jej rodaczka, Julie Pomagalski i Rosjanka Marija Tichwinska. Był to jej jedyny start w zawodach tego cyklu. Nie startowała na igrzyskach olimpijskich.
W zawodach Pucharu Świata zadebiutowała 6 marca 1998 roku w Les Gets, zajmując 18. miejsce w gigancie równoległym. Tym samym już w swoim debiucie wywalczyła pierwsze pucharowe punkty. Nigdy nie stanęła na podium zawodów tego cyklu; najwyższą lokatę osiągając 22 stycznia 1999 roku w Grächen, gdzie była siódma w snowcrossie. Najlepsze wyniki osiągnęła w sezonie 1998/1999, kiedy to zajęła 43. miejsce w klasyfikacji generalnej.
W 1999 r. zakończyła karierę.

## Osiągnięcia

### Mistrzostwa świata
| Miejsce | Dzień       | Rok  | Miejscowość   | Konkurencja    | Zwycięzca        |
| ------- | ----------- | ---- | ------------- | -------------- | ---------------- |
| 3.      | 12 stycznia | 1999 | Berchtesgaden | Snowboardcross | Julie Pomagalski |

### Puchar Świata

#### Miejsca w klasyfikacji generalnej
- sezon 1997/1998: 132.
- sezon 1998/1999: 43.

#### Miejsca na podium
Guerry nigdy nie stawała na podium zawodów PŚ.